# 제러미 조던 (배우)
제러미 조던(Jeremy Jordan, 1984년 11월 20일 ~ )은 미국의 배우이다. 주로 브로드웨이 뮤지컬에서 활동중이며, TV 시리즈 《스매쉬》의 지미 콜린스 역으로도 잘 알려져 있다.

## 출연 작품
- 뉴시즈 (2017)
- 슈퍼걸 시즌2 (2016)
- 슈퍼걸 (2015)
- 에밀리 앤 팀 (2015)
- 더 라스트 파이브 이어즈 (2014)
- 조이풀 노이즈 (2012)